# Parafia św. Jana Pawła II Papieża w Grajewie
Parafia pw. św. Jana Pawła II Papieża w Grajewie  – rzymskokatolicka parafia, należąca do dekanatu Grajewo, diecezji łomżyńskiej, metropolii białostockiej. Została erygowana w dniu 27 kwietnia 2014 roku przez biskupa łomżyńskiego, Janusza Stepnowskiego.

## Obszar parafii
Utworzona została w całości z terytorium parafii pw. Trójcy Przenajświętszej. 
W granicach parafii znajdują się miejscowości
- Boczki-Świdrowo,
- Chojnówek,
- Cyprki,
- Flesze,
- Konopki-Kolonie,
- Konopki,
- Kurejewka,
- Kurejwa,
- Kurki,
- Popowo,
- Tarachy,
- Uścianki

oraz ulice w Grajewie
- Baśniowa,
- Bema,
- Boczna,
- Dąbrowskiego,
- Działkowa,
- Kasztanowa,
- Kolejowa,
- Konopnickiej,
- Konopska,
- Konwaliowo,
- Kościuszki,
- Kwiatowa,
- Lawendowa,
- Liryczna,
- Łąkowa,
- Miła,
- Partyzantów,
- Piłsudskiego (do torów kolejowych),
- Przygodowa,
- Pułaskiego,
- Rolna,
- Różana,
- Sadowa,
- Słoneczna,
- Sportowa,
- Szkolna,
- Wąska